# Scythië

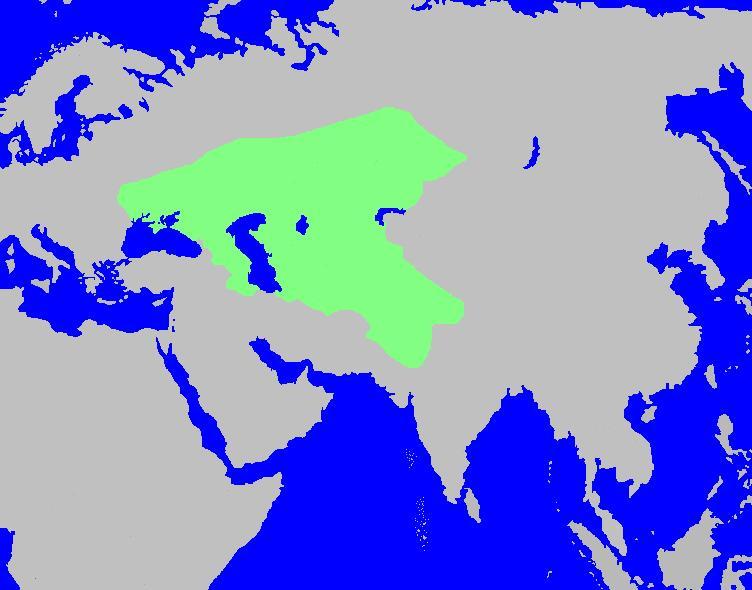
Gebied dat kan worden aangeduid als Scythië

Scythië (Scythia) is in antieke bronnen de benaming voor een groot deel van de Euraziatische steppe. De grenzen werden echter niet duidelijk gedefinieerd, en het kan ook niet zonder meer gelijkgesteld worden met het leefgebied van de Scythen, gezien er meerdere volkeren als woonachtig in Scythië vermeld werden.
Men maakte onderscheid tussen Scythia Intra Imaum en Scythia Extra Imaum, dat wil zeggen Scythië voor of achter de Imaus. De Imaus wordt meestal geïdentificeerd met de Himalaya dan wel de Hindoekoesj, volgens sommigen zelfs de Oeral. De beschrijvingen lijken te wijzen op de grote boog van gebergten die westelijk van oostelijk Turkestan scheidt.
Het gebied werd ook wel Scythia Maior genoemd, in tegenstelling tot Scythia Minor, de huidige Dobroedzja.